# دیوید دروکو
دیوید دروکو (انگلیسی: David Drocco؛ زادهٔ ۲۰ ژانویهٔ ۱۹۸۹) بازیکن فوتبال اهل آرژانتین است.
از باشگاه‌هایی که در آن بازی کرده‌است می‌توان به باشگاه فوتبال بوکا جونیورز و باشگاه ورزشی آئوداکس ایتالیانو اشاره کرد.